# Plataforma per Andalusia Oriental

Andalusia Oriental tal com la defineix la Plataforma per Andalusia Oriental.

La Plataforma per Andalusia Oriental (Plataforma por Andalucía Oriental, en castellà) és una organització espanyola de caràcter regionalista, constituïda jurídicament com associació, sorgida arran d'una iniciativa ciutadana de les províncies d'Almeria, Granada i Jaén, amb el propòsit que aquestes tres províncies formin una comunitat autònoma pròpia.

## Ideologia
La Plataforma per Andalusia Oriental s'oposa al andalucisme unitari de Blas Infante, que defensa la unitat administrativa de tota Andalusia. Defensa la descentralització autonòmica efectiva i rebutja el centralisme de la Junta d'Andalusia. Rebutja tota mena de nous centralismes. Defensa la conservació i promoció de la cultura i tradició de les províncies de Jaén, Granada i Almeria, que segons els integrants d'aquesta plataforma han estat oblidades a causa de la colonització cultural imposada des de Sevilla. Advoca per la pluralitat de pensament, sense definir-se dintre de cap rang de l'espectre polític.

## Història del moviment regionalista d'Andalusia Oriental

### Seglexix
En 1873, durant la Primera República Espanyola, es va elaborar un projecte de Constitució que no va arribar a promulgar-se, que definia a Espanya com una república federal, integrada per disset estats amb poder legislatiu, executiu i judicial. L'article primer d'aquest projecte diu:
| « | Componen la Nació Espanyola els Estats d'Andalusia Alta, Andalusia Baixa, Aragó, Astúries, Balears, Canàries, Castella la Nova, Castella la Vella, Catalunya, Cuba, Extremadura, Galícia, Murcia, Navarra, Puerto Rico, València, Regions Vascongades. | » |

Els últims anys del segle xix, amb un ideal liberal latent entorn del regionalisme granadí disseminat per puixants sectors de la societat, el jurista i periodista Paco Seco de Lucena i Juan Echevarría van mantenir viva la idea de la comunitat política d'Andalusia Oriental durant la Restauració i el regeneracionisme polític. Ells van ser els quals van assolir la reunió de l'Assemblea Regionalista el 16 de maig de 1897 en l'Ajuntament de Granada, entorn de la qual es van oferir importants conferències i debats en cercles cults, entre les quals Seco de Lucena va oferir el 6 de gener de 1898 en la Cambra de Comerç de Granada sota el títol 'El Regionalismo', que concloïa que aquest era la manera més encertada de donar solució a les necessitats locals, donat l'acostament de la gestió política als problemes.
En 1898, l'escriptor i diplomàtic espanyol Ángel Ganivet va declarar:
| « | jo, que sóc andalús, declaro que Andalusia políticament no és gens, i que al formar-se les regions caldria reconèixer dues Andalusies: l'alta i la baixa; el mateix Pi i Margall, en Les Nacionalitats, les admet. | » |

### Segona República Espanyola
A principis del segle xx, dintre del andalucisme polític, van sorgir veus regionalistes que reivindicaven certa cohesió administrativa de les províncies orientals andaluses, mitjançant la creació d'una Mancomunitat d'Andalusia Oriental o Mancomunitat de l'Alta Andalusia, a la manera de la Mancomunitat de Catalunya. No obstant això, fins a la proclamació de la Segona República i la promulgació de la Constitució de 1931, no es va obrir la possibilitat legal de concedir certa autonomia política a les regions espanyoles.
Acollint-se a aquesta possibilitat que plantejava la nova constitució, els andalucistes van començar a promoure l'autonomia política d'Andalusia. En l'Assemblea andaluciste de Còrdova de 1933, que es debatia un Avantprojecte de l'Estatut d'autonomia d'Andalusia, les diferències entre el andalucisme unitari i el orientaliste, van provocar l'abandó de l'assemblea per part dels representants d'Almeria, Granada i Jaén.

### Transició Espanyola

Bandera d'Andalusia Oriental dissenyada pels dirigents granadins de UCD durant el procés de constitució de la Comunitat Autònoma d'Andalusia.

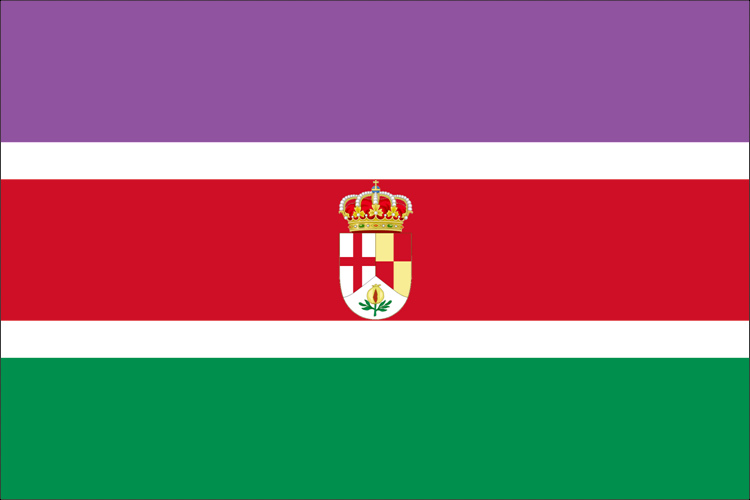
Bandera d'Andalusia Oriental, proposada per la P.A.O.

Durant la Transició Espanyola, amb la promulgació de la Constitució de 1978, es va reobrir a Espanya el procés autonòmic iniciat en la Segona República i interromput per la Guerra Civil i el Franquisme.
En el cas d'Andalusia, la UCD, va estar en contra d'iniciar el seu procés autonòmic a través de l'article 151, que la Constitució establia per a les nacionalitats històriques, defensant l'aplicació del 143, que preveia menys competències autonòmiques. Per això la UCD va fer una crida a l'abstenció en el referèndum que havia de ratificar les iniciatives de la Junta Preautonòmica Andalusa. En aquest marc, la UCD granadina va arribar a crear la Bandera d'Andalusia Oriental, que va usar en manifestacions regionalistes que va convocar sota lemes com "Andalusia és Sevilla? NO, NO, NO" i "Per la veritable autonomia".

## Cites alienes al moviment regionalista per Andalusia Oriental
El 8 de setembre de 2004, el llavors alcalde de La Corunya Francisco Vázquez, en relació al debat sobre quines comunitats són nacionalitats històriques va declarar:
| « | "l'única comunitat que té un concepte històric diferent és Navarra i, si vostè m'apura molt, Granada" […] "Granada va tenir una singularitat especial molt marcada pel seu propi concepte de regne independent des del punt de vista cultural" […] "A partir d'aquí, tots els altres en el mateix pelotò, tots. Els quals van anar comtat d'un regne, com és el cas de Catalunya, que era un comtat del Regne d'Aragó, i els quals simplement van arribar al nivell de senyorius, com és el cas del que avui conforma la Comunitat Autònoma Basca." | » |